# Суперкубок В'єтнаму з футболу 2019
Суперкубок В'єтнаму з футболу 2019  — 21-й розіграш турніру. Матч відбувся 1 березня 2020 року між чемпіоном і володарем кубка В'єтнаму клубом Ханой T&T та віце-чемпіоном В'єтнаму клубом Хошимін Сіті.
| Володар Суперкубка В'єтнаму 2019 |
| -------------------------------- |
|                                  |
| Ханой T&T Третій титул           |

## Матч

### Деталі
| 1 березня 2020 11:30 (EEST) |

| Ханой T&T                                  | 2:1      | Хошимін Сіті         |
| ------------------------------------------ | -------- | -------------------- |
| Нгуєн Конг Тхан 31' (аг) Папе Омар Фає 44' | Протокол | Нгуєн Конг Фуонг 20' |

| Тхонг Нхат, Хошимін Глядачів: 200 Арбітр: Нго Дуї Лан |